# شدیداً موازی (رایانش)
در رایانش، شدیداً موازی اشاره به استفاده از تعداد زیادی از پردازنده‌ها (یا رایانه‌های جدا از هم) دارد که با یکدیگر محسابات هماهنگی را به صورت موازی انجام می‌دهند.
از یک دیدگاه، برای مثال، در رایانش مشبک قدرت پردازشی رایانه‌های زیادی که توزیع شده‌اند، حوزه‌های اجرایی را بر عهده گرفته و هر زمانی که رایانه‌ای در دسترس باشد فرصت‌طلبانه استفاده خواهد شد. بیونیک مثالی است برای سیستم شبکه‌ای فرصت‌طلبانهٔ داوطلبی.
از دیدگاهی دیگر، تعداد زیادی پردازنده در نزدیکی یکدیگر بکار گرفته شده‌اند، برای مثال در خوشه. در چنین سیستم متمرکزی سرعت و انعطاف بهم پیوستن بسیار مهم شده، و ابررایانه‌های مدرن در موارد زیادی از سیستم‌های اینفی‌بند افزایش بهبود یافته الی چنبره اتصالات سه‌بعدی استفاده می‌شوند.
این لفظ همچنین برای آرایه‌های پردازنده شدیداً موازی (ام‌پی‌پی‌ای ها)، یک نوع تراشه با آرایه‌ای از هزاران هزار سی‌پی‌یو و حافظهٔ رم، نیز استفاده می‌شود. این پردازنده‌ها کار را از طریق شبکه‌های متصل به هم و قابل تنظیم به یکدیگر پاس می‌دهند. با مهار کردن تعداد زیادی از پردازنده‌های در حال کار موازی، یک تراشهٔ ام‌پی‌پی‌ای می‌تواند وظایف خواسته شدهٔ بیشتری را نسبت تراشه‌های معمولی انجام دهد. ام‌پی‌پی‌ای ها بر اساس مدل برنامه‌نویسی نرم‌افزاری موازی و برای سیستم‌های کاربردی جاسازی شدهٔ در حال توسعه با عملکرد بالا ایحاد هستند.

## همچنین بنگرید به
- چندپردازشی
- رایانش موازی
- برنامه‌نویسی فرایندگرا
- معماری غیراشتراکی (اس‌ان)
- چند پردازشی متقارن (اس‌ام‌پی)
- ماشین ارتباط
- اتوماتای سلولی
- چارچوب کودا